# العاذرية (الدوادمي)
العاذرية، هي قرية من فئة (ب) تقع في محافظة الدوادمي، والتابعة لمنطقة الرياض في السعودية. وتبعد العاذرية عن محافظة الدوادمي بمسافة تقارب () كم.